# Erpu Xiang
Erpu Xiang (kinesiska: 二堡乡, 二堡) är en socken i Kina. Den ligger i den autonoma regionen Xinjiang, i den nordvästra delen av landet, omkring 190 kilometer sydost om regionhuvudstaden Ürümqi. Antalet invånare är 12 417. Befolkningen består av 6 099 kvinnor och 6 318 män. Barn under 15 år utgör 25,0 %, vuxna 15-64 år 69 %, och äldre över 65 år 5,0 %.
Genomsnittlig årsnederbörd är 84 millimeter. Den regnigaste månaden är juni, med i genomsnitt 21 mm nederbörd, och den torraste är mars, med 2 mm nederbörd.